# Hugo Fiorato
Hugo Fiorato (* 28. August 1914 in New York City; † 23. April 2012) war ein US-amerikanischer Geiger und Dirigent.

## Leben
Fiorato begann im Alter von vier Jahren Geige zu spielen. Er besuchte die Juilliard School und setzte seine Ausbildung dann in Italien fort. 1947 gründete er mit Harry Glickman, Jack Braunstein und Hervey Shapiro das WQXR String Quartet, das bis 1963 bestand und zwei Alben veröffentlichte: eines mit Darius Milhauds Streichquartett und Joaquín Turinas La Oración del Torero, das zweite mit César Francks Streichquartett.
Als sein Freund George Balanchine 1947 das New York City Ballet gründete, wurde er zunächst dessen Konzertmeister, 1989 dessen Chefdirigent. Er leitete das Orchester bis zu seinem 90. Geburtstag. Daneben wirkte er auch als Chefdirigent und musikalischer Leiter des Boston Ballet, des Houston Ballet und des National Ballet in Washington.